# Tênis de mesa nos Jogos Paralímpicos de Verão de 2012 - Equipes masculinas - Classe 1-2
A competição por equipes masculinas na classe 1-2 do tênis de mesa nos Jogos Paralímpicos de Verão de 2012 foi disputada entre os dias 5 e 7 de setembro no Complexo ExCel, em Londres.

## Medalhistas
|  | SVK Eslováquia                                |  | FRA França                                       |  | KOR Coreia do Sul                                      |
|  | Martin Ludrovský Rastislav Revúcky Ján Riapoš |  | Vincent Boury Fabien Lamirault Stéphane Molliens |  | Kim Kong-Yong Kim Kyung-Mook Kim Ming-Gyu Lee Chang-Ho |

## Equipes
| Atleta         | Classe |
| -------------- | ------ |
| Hans Ruep      | 2      |
| Andreas Vevera | 1      |

| Atleta             | Classe |
| ------------------ | ------ |
| Iranildo Espíndola | 2      |
| Ronaldo Souza      | 2      |

| Atleta            | Classe |
| ----------------- | ------ |
| Vincent Boury     | 2      |
| Fabien Lamirault  | 2      |
| Stéphane Molliens | 2      |

| Atleta          | Classe |
| --------------- | ------ |
| Phillip Quinlan | 1      |
| Ronan Rooney    | 2      |

| Atleta          | Classe |
| --------------- | ------ |
| Andrea Borgatto | 1      |
| Giuseppe Vella  | 2      |

| Atleta         | Classe |
| -------------- | ------ |
| Kim Kong-Yong  | 2      |
| Kim Kyung-Mook | 2      |
| Kim Ming-Gyu   | 2      |
| Lee Chang-Ho   | 1      |

| Atleta            | Classe |
| ----------------- | ------ |
| Martin Ludrovský  | 2      |
| Rastislav Revúcky | 2      |
| Ján Riapoš        | 2      |

## Resultados
Todos as partidas seguem o horário de Londres (UTC+1).
|  | Quartas de final | Quartas de final | Quartas de final  |                |             | Semifinais | Semifinais | Semifinais          |                     |                     | Final               | Final       | Final |
|  |                  |                  |                   |                |             |            |            |                     |                     |                     |                     |             |       |
|  |                  |                  |                   |                |             |            |            |                     |                     |                     |                     |             |       |
|  |                  |                  |                   |                |             |            |            |                     |                     |                     |                     |             |       |
|  |                  |                  | KOR Coreia do Sul | 2              |             |            |            |                     |                     |                     |                     |             |       |
|  |                  |                  |                   | 2              |             |            |            |                     |                     |                     |                     |             |       |
|  |                  |                  |                   | FRA França     | 3           |            |            |                     |                     |                     |                     |             |       |
|  |                  | IRL Irlanda      | 0                 | FRA França     | 3           |            |            |                     |                     |                     |                     |             |       |
|  |                  | IRL Irlanda      | 0                 |                |             |            |            |                     |                     |                     |                     |             |       |
|  |                  | FRA França       | 3                 |                |             |            |            |                     |                     |                     |                     |             |       |
|  |                  |                  |                   |                |             |            |            |                     |                     |                     |                     | FRA França  | 0     |
|  |                  |                  |                   | SVK Eslováquia | 3           |            |            |                     |                     |                     |                     |             |       |
|  |                  | AUT Áustria      | 3                 |                |             |            |            |                     |                     |                     |                     |             |       |
|  |                  | ITA Itália       | 1                 |                |             |            |            |                     |                     |                     |                     |             |       |
|  |                  | ITA Itália       | 1                 |                | AUT Áustria | 0          |            | Disputa pelo bronze | Disputa pelo bronze | Disputa pelo bronze | Disputa pelo bronze |             |       |
|  |                  |                  |                   |                | AUT Áustria | 0          |            | Disputa pelo bronze | Disputa pelo bronze | Disputa pelo bronze | Disputa pelo bronze |             |       |
|  |                  |                  |                   | SVK Eslováquia | 3           |            |            |                     |                     |                     |                     |             |       |
|  |                  | BRA Brasil       | 0                 | SVK Eslováquia | 3           |            |            | KOR Coreia do Sul   | 3                   |                     |                     |             |       |
|  |                  | BRA Brasil       | 0                 |                |             |            |            | KOR Coreia do Sul   | 3                   |                     |                     |             |       |
|  |                  | SVK Eslováquia   | 3                 |                |             |            |            |                     |                     |                     |                     | AUT Áustria | 0     |

### Quartas de final
| 5 de setembro de 2012 11:30 | Irlanda IRL | 0 – 3 | FRA França |  |

|                | Partidas individuais |       |                   |                  |
| Ronan Rooney   | Ronan Rooney         | 0 – 3 | Vincent Boury     | 4–11, 6–11, 4–11 |
| Philip Quinlan | Philip Quinlan       | 0 – 3 | Stéphane Molliens | 5–11, 7–11, 7–11 |
| Ronan Rooney   | Ronan Rooney         | 0 – 3 | Stéphane Molliens | 7–11, 4–11, 2–11 |
|                |                      |       |                   |                  |
|                |                      |       |                   |                  |

| 5 de setembro de 2012 11:30 | Áustria AUT | 3 – 1 | ITA Itália |  |

|                | Partidas individuais |       |                |                                 |
| Andreas Vevera | Andreas Vevera       | 3 – 0 | Andrea Borgato | 11–9, 11–7, 11–5                |
| Hans Ruep      | Hans Ruep            | 3 – 2 | Giuseppe Vella | 13–11, 8–11, 11–4, 10–12, 11–1  |
| Andreas Vevera | Andreas Vevera       | 2 – 3 | Giuseppe Vella | 12–10, 10–12, 4–11, 11–9, 10–12 |
| Hans Ruep      | Hans Ruep            | 3 – 0 | Andrea Borgato | 11–6, 11–5, 11–2                |
|                |                      |       |                |                                 |

| 5 de setembro de 2012 11:30 | Brasil BRA | 0 – 3 | SVK Eslováquia |  |

|                    | Partidas individuais |       |                   |                              |
| Iranildo Espindola | Iranildo Espindola   | 1 – 3 | Rastislav Revúcky | 13–15, 9–11, 11–7, 7–11      |
| Ronaldo Souza      | Ronaldo Souza        | 0 – 3 | Ján Riapoš        | 7–11, 5–11, 6–11             |
| Iranildo Espindola | Iranildo Espindola   | 2 – 3 | Ján Riapoš        | 11–5, 7–11, 2–11, 11–7, 7–11 |
|                    |                      |       |                   |                              |
|                    |                      |       |                   |                              |

### Semifinais
| 6 de setembro de 2012 16:30 | Coreia do Sul KOR | 2 – 3 | FRA França |  |

|                                | Partidas individuais           |       |                                   |                                |
| Kim Min-Gyu                    | Kim Min-Gyu                    | 3 – 2 | Fabien Lamirault                  | 18–16, 8–11, 11–7, 8–11, 11–8  |
| Kim Kyung-Mook                 | Kim Kyung-Mook                 | 2 – 3 | Stéphane Molliens                 | 11–13, 11–8, 13–11, 7–11, 3–11 |
| Kim Min-Gyu                    | Kim Min-Gyu                    | 2 – 3 | Stéphane Molliens                 | 5–11, 11–6, 8–11, 11–5, 6–11   |
| Kim Kyung-Mook                 | Kim Kyung-Mook                 | 3 – 1 | Fabien Lamirault                  | 11–4, 11–6, 14–16, 11–7        |
| Kim Kong-Yong / Kim Kyung-Mook | Kim Kong-Yong / Kim Kyung-Mook | 2 – 3 | Vincent Boury / Stéphane Molliens | 11–8, 11–8, 7–11, 8–11, 8–11   |

| 6 de setembro de 2012 16:30 | Áustria AUT | 0 – 3 | SVK Eslováquia |  |

|                | Partidas individuais |       |                   |                               |
| Andreas Vevera | Andreas Vevera       | 1 – 3 | Ján Riapoš        | 6–11, 11–8, 13–15, 6–11       |
| Hans Ruep      | Hans Ruep            | 2 – 3 | Rastislav Revúcky | 7–11, 14–12, 8–11, 11–7, 9–11 |
| Hans Ruep      | Hans Ruep            | 0 – 3 | Ján Riapoš        | 2–11, 6–11, 8–11              |
|                |                      |       |                   |                               |
|                |                      |       |                   |                               |

### Disputa pelo bronze
| 7 de setembro de 2012 12:30 | Coreia do Sul KOR | 3 – 0 | AUT Áustria |  |

|               | Partidas individuais |       |                |                         |
| Kim Kong-Yong | Kim Kong-Yong        | 3 – 0 | Hans Ruep      | 11–7, 11–7, 11–9        |
| Kim Min-Gyu   | Kim Min-Gyu          | 3 – 1 | Andreas Vevera | 11–8, 11–5, 9–11, 11–4  |
| Kim Min-Gyu   | Kim Min-Gyu          | 3 – 1 | Hans Ruep      | 10–12, 11–4, 11–7, 11-6 |
|               |                      |       |                |                         |
|               |                      |       |                |                         |

### Final
| 7 de setembro de 2012 12:30 | França FRA | 0 – 3 | AUT Áustria |  |

|                   | Partidas individuais |       |                   |                               |
| Vincent Boury     | Vincent Boury        | 2 – 3 | Rastislav Revúcky | 11–6, 7–11, 9–11, 11-6, 6-11  |
| Stéphane Molliens | Stéphane Molliens    | 2 – 3 | Ján Riapoš        | 8–11, 11–6, 6–11, 11–5, 10-12 |
| Vincent Boury     | Vincent Boury        | 1 – 3 | Ján Riapoš        | 11–9, 5–11, 8–11, 8-11        |
|                   |                      |       |                   |                               |
|                   |                      |       |                   |                               |